# Sam Smith
Samuel Frederick Smith (Londres, Regne Unit, 19 de maig de 1992), d'àlies artístic Sam Smith, és una persona no-binària del Regne Unit que es dedica a la cançó i a la composició musical. Es va donar a conèixer a mitjans d'octubre de 2012 després de col·laborar en el senzill Latch del duo Disclosure, el qual va arribar als quinze primers al Canadà, Estats Units i el Regne Unit. Posteriorment també col·laboraria en el reeixit senzill La La La del productor Naughty Boy, que assolí el número 1 al Regne Unit i a la desena posició en prop de vint països.
Smith va continuar guanyant fama després de guanyar l'enquesta Sound of 2014 realitzada per BBC i, més tard, després de rebre el premi a l'elecció de la crítica en els Brit Awards de 2014. Poc després, llançà el senzill Stay with Me, que es consolidà com a èxit i encapçalà el número 1 al Regne Unit i el número dos als EUA. A més a més, va aconseguir la primera posició al Canadà i Nova Zelanda, així com una de les deu primeres posicions en territoris com Austràlia, Dinamarca, Suècia i Itàlia. Gràcies al seu videoclip, Smith va rebre dues nominacions als MTV Video Music Awards de 2014 en les categories d'artista revelació i millor artista masculí.

## Discografia
Àlbums d'estudi
- 2014: In the Lonely Hour
- 2017: The Thrill of it All

Extended plays
- 2013: Nirvana